# Vanibandha sundara
Vanibandha sundara är en svampart som beskrevs av Manohar., N.K. Rao, Kunwar & D.K. Agarwal 2006. Vanibandha sundara ingår i släktet Vanibandha, divisionen sporsäcksvampar och riket svampar.   Inga underarter finns listade i Catalogue of Life.